# Kevin Bieksa
Kevin Francesco Bieksa (* 16. Juni 1981 in Grimsby, Ontario) ist ein ehemaliger kanadischer Eishockeyspieler. Zwischen 2005 und 2018 bestritt der Verteidiger über 800 Partien für die Vancouver Canucks und Anaheim Ducks in der National Hockey League. Als Kapitän der kanadischen Nationalmannschaft nahm er zudem an der Weltmeisterschaft 2014 teil.

## Karriere
Der 1,85 m große Verteidiger spielte während seiner Juniorenzeit von 1997 bis 2000 für die Burlington Cougars aus der Ontario Junior Hockey League. Seine Collegezeit verbrachte er beim Eishockeyteam der Bowling Green State University, die Bowling Green Falcons, in der Central Collegiate Hockey Association, einer Liga im Spielbetrieb der National Collegiate Athletic Association, bevor er beim NHL Entry Draft 2001 als 151. Spieler in der fünften Runde von den Vancouver Canucks ausgewählt wurde.
Von den Canucks wurde der Kanadier ab 2004 bei den Manitoba Moose, ihrem Farmteam in der American Hockey League, eingesetzt. Nach einem guten Start in die Saison 2005/06 wurde er schließlich im Dezember 2005 in den NHL-Kader des Franchises aus Vancouver berufen. Außerdem schaffte er in der Minor League den Sprung ins AHL All-Rookie Team als einer der besten Neulinge der Liga. Am 13. Oktober 2006 erzielte Bieksa im Spiel der Canucks gegen die San Jose Sharks sein erstes NHL-Tor, letztendlich beendete er die Spielzeit als punktbester Verteidiger des Teams. Aufgrund einer Wadenverletzung konnte der Abwehrspieler in der folgenden Saison nur 34 Einsätze in der höchsten nordamerikanischen Profiliga absolvieren.
Nach über 600 NHL-Einsätzen in zehn Jahren bei den Canucks wurde Bieksa im Juni 2015 an die Anaheim Ducks abgegeben, die im Gegenzug ein Zweitrunden-Wahlrecht für den NHL Entry Draft 2016 nach Vancouver transferierten. Bei den Ducks war der Kanadier bis zum Ende der Saison 2017/18 aktiv, als sein auslaufender Vertrag nicht verlängert wurde. Dies war in der Folge gleichbedeutend mit dem Ende seiner aktiven Karriere. Insgesamt hatte Bieksa über 808 NHL-Partien bestritten und dabei 278 Scorerpunkte verzeichnet.
Seit 2020 ist Bieksa als TV-Experte bei Hockey Night in Canada tätig.

### International
Auf internationalem Niveau debütierte Bieksa für die kanadische Nationalmannschaft bei der Weltmeisterschaft 2014 und belegte dort mit dem Team den fünften Platz.

## Erfolge und Auszeichnungen
- 2005 AHL All-Rookie Team

## Karrierestatistik

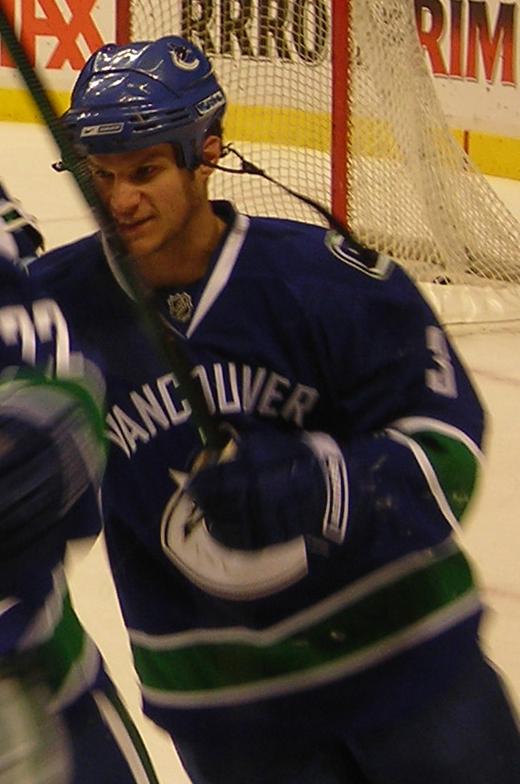
Bieksa im Trikot der Vancouver Canucks

### International
Vertrat Kanada bei:
- Weltmeisterschaft 2014

(Legende zur Spielerstatistik: Sp oder GP = absolvierte Spiele; T oder G = erzielte Tore; V oder A = erzielte Assists; Pkt oder Pts = erzielte Scorerpunkte; SM oder PIM = erhaltene Strafminuten; +/− = Plus/Minus-Bilanz; PP = erzielte Überzahltore; SH = erzielte Unterzahltore; GW = erzielte Siegtore; 1 Play-downs/Relegation; Kursiv: Statistik nicht vollständig)